# Maria Theresa de Austria (1767-1827)
Arhiducesa Maria Theresa Josepha Charlotte Johanna de Austria (14 ianuarie 1767 – 7 noiembrie 1827) a fost a doua soție a regelui Anton de Saxonia.

## Biografie

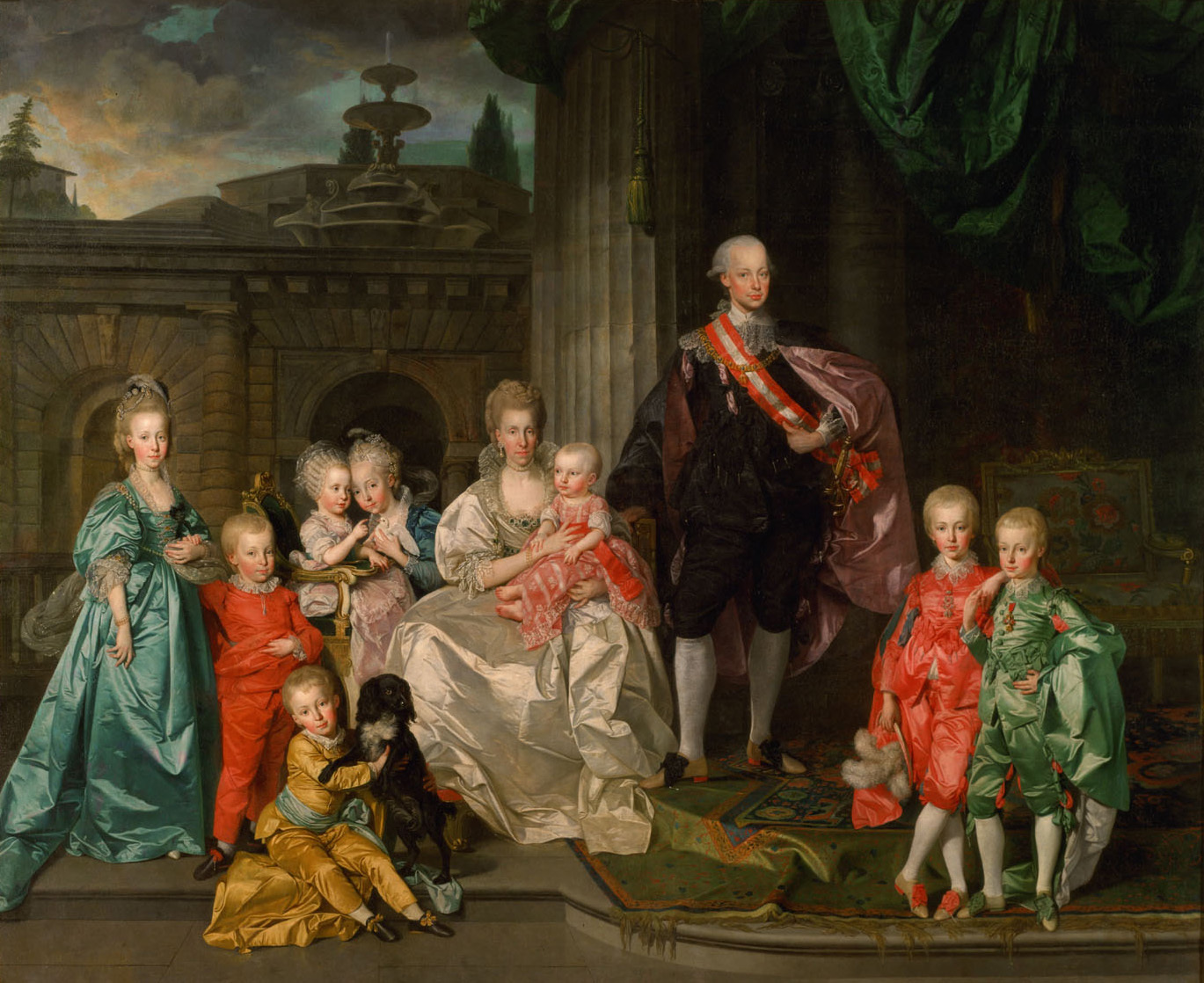
Leopold al II-lea împreună cu soția sa și copiii lor, 1776. Maria Theresa este prima din stânga, în rochie bleu.

Maria Theresa s-a născut la Florența, Italia și a fost copilul cel mare al Marelui Duce Leopold de Toscana (mai târziu Leopold al II-lea, Sfânt Împărat Roman) și a soției lui, Maria Louisa a Spaniei. Ca toate nepoatele cele mari ale bunicilor paterni, a fost numită după bunica sa, Maria Tereza. 
La 8 septembrie 1787 Maria Theresa s-a căsătorit prin procură cu regele Anton de Saxonia; cuplul s-a căsătorit în persoană la Dresda la 18 octombrie 1787. Prima soție a lui Anton, Maria Carolina de Saxonia, a murit de variolă în 1782.
Opera lui Mozart Don Giovanni a fost inițial destinată în onoarea Mariei Tereza și Anton Clement pentru vizita lor la Praga la 14 octombrie 1787. Premiera nu a putut fi aranjată în timp util, astfel încât a fost înlocuită de opera Nunta lui Figaro la ordinul expres al unchiului Mariei Tereza, Iosif al II-lea, Împărat Roman. Alegerea Nunții lui Figaro a fost considerată necorespunzătoare pentru noua mireasă iar cuplul a părăsit teatru de operă timpuriu, fără să vadă întreaga lucrare. Mozart s-a plâns amarnic de intrigi în jurul acestui incident într-o scrisoare adresată prietenului său Gottfried von Jacquin care a fost scrisă în etape, între 15 octombrie și 25 octombrie 1787.
Cei patru copii ai Mariei Theresa au murit sugari. S-a bucurat de titlul de regină a Saxoniei doar câteva luni, după decesul cumnatului ei Frederic August I de Saxonia în mai 1827.
Maria Theresa a murit la Leipzig în 1827.